# Jaskinia pod Ostrewką
Jaskinia pod Ostrewką (Dziura Krwawego Nosa, Jaskinia Krwawego Nosa, Balkonowa) – jaskinia w Dolinie Kościeliskiej w Tatrach Zachodnich. Ma dwa otwory wejściowe znajdujące się w masywie Organów, w pobliżu Jaskini Naciekowej, na wysokości 1210 i 1212 m n.p.m. Długość jaskini wynosi 15 metrów, a jej deniwelacja 6,5 metrów.

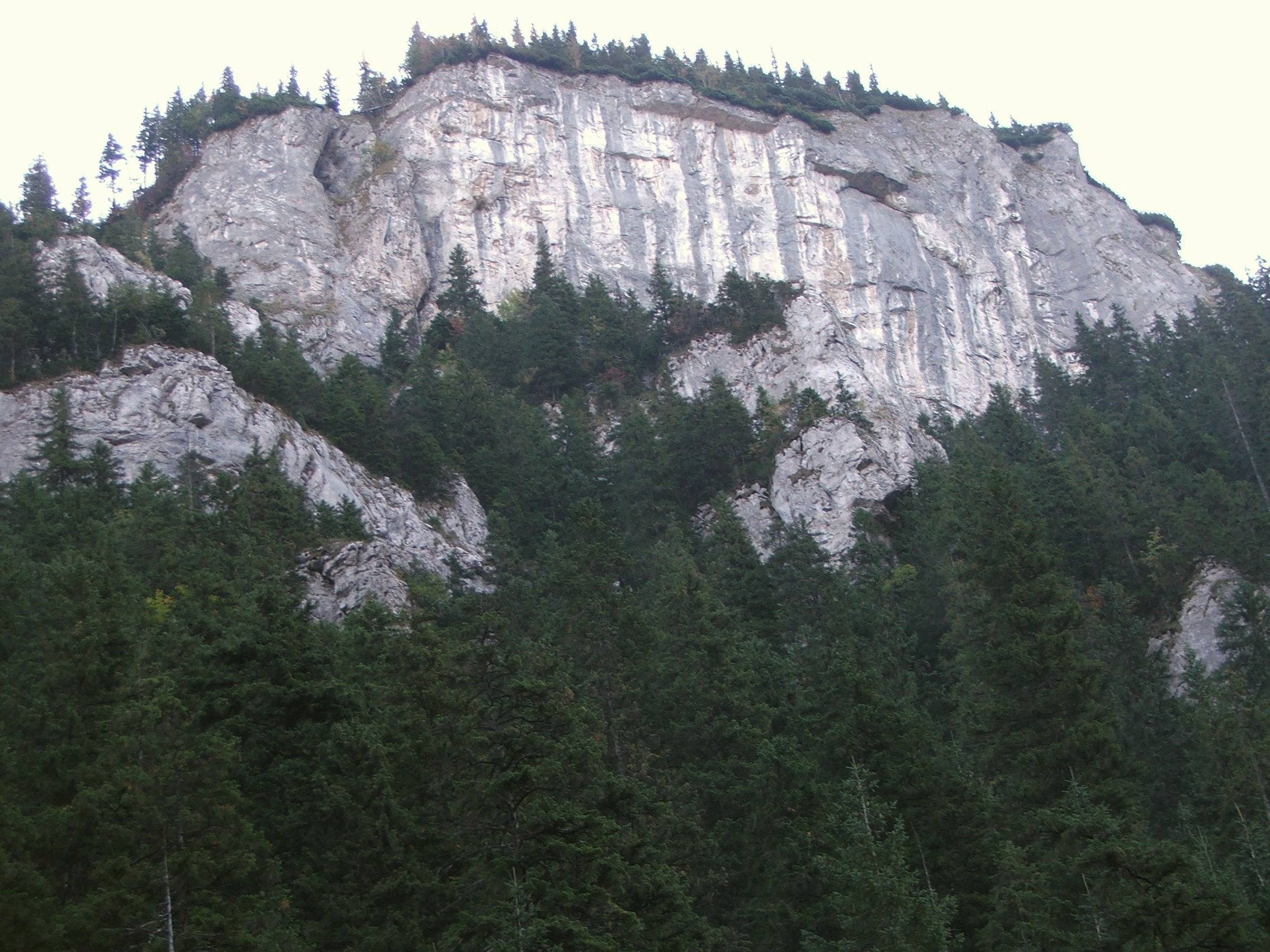
Organy w Dolinie Kościeliskiej

## Opis jaskini
Główną częścią jaskini jest idący do góry korytarz zaczynający się w obszernym, dolnym otworze wejściowym, a kończący małą salką z zawaliskiem. Stąd:
- przez zacisk w zawalisku można dojść do idącej do góry kilkumetrowej pochylni,
- ciasnym korytarzykiem dostać się do krótkiego kominka.

Do górnego otworu prowadzi krótki i ciasny ciąg zaczynający się w stropie głównego korytarza zaraz za otworem dolnym.

## Przyroda
W jaskini występują nacieki grzybkowe. Ściany są suche, rosną na nich mchy, porosty i glony.

## Historia odkryć
Jaskinia była znana od dawna. Pierwszy jej plan wykonał Stefan Zwoliński wraz z Jerzym Zahorskim w 1934 roku. Nazwa jaskini Dziura Krwawego Nosa została nadana przez Stefana Zwolińskiego z powodu wypadku jaki miał miejsce podczas jej badania. Aktualna nazwa pochodzi stąd, że podczas późniejszych badań grotołazi przystawili do otworu dolnego ostrewkę aby łatwiej się do niego dostawać.